# 暗飾帶星雲
暗飾帶星雲（Dark Doodad Nebula）是球狀星團NGC 4372附近的一個暗星雲，長度接近三弧度，很靠近銀河系中心和銀河盤面。雖然沒有官方的正式命名，這個長長的分子雲已經以這個名字而聞名。它可以在南天星座蒼蠅座中找到，並且是很適合雙筒望遠鏡觀賞的目標。
這個暗星雲由密集的氣體和塵埃區域組成，是離太陽系最近的恆星形成區域之一。它在《天空與望遠鏡》雜誌中被描述為最好的暗星雲之一：一個「奇妙、蜿蜒，非常明確」的暗星雲。在它東南尾端的就是球狀星團NGC 4372。它也被稱為蒼蠅星雲，並被歸類為蒼蠅-蝘蜓座分子雲。

## 歷史
這個星雲於1977年由斯德哥爾摩天文台的天文學家Aage Sandqvist編入目錄中。暗飾帶星雲這個名字是由美國業餘天文學家和作家鄧尼斯·迪·西科（Dennis di Cicco）於1986年在澳洲中部的愛麗斯泉觀測哈雷彗星時首先提出的。史蒂文·科（Steven Coe）認為應該以發現它的天文學家的名字命名，給它起了個名字“Sandqvist 149”，然而他也承認這個流行的名字較為大眾接受。

## 影像

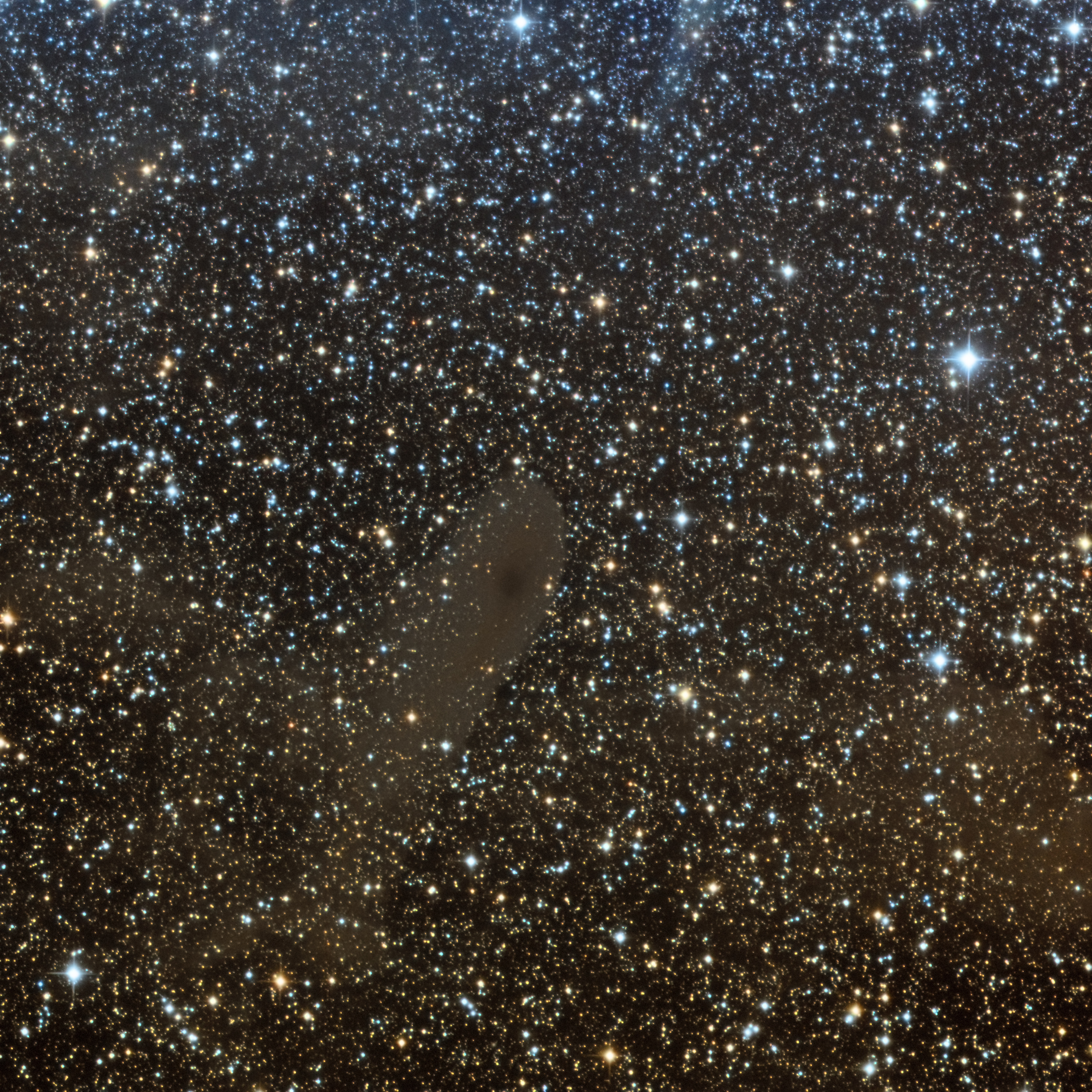
以LRGB合成的暗飾帶星雲影像。

## 外部連結
- . SIMBAD. 斯特拉斯堡天文資料中心.
- Nemiroff, R.; Bonnell, J. (编). . Astronomy Picture of the Day. NASA. 31 January 2013.
- 维基词典中的词条「doodad」

}